# Govern presidencial
A l'Índia, Govern presidencial (o govern central) és el terme utilitzat quan una legislatura estatal es dissol o es posa en situació de suspensió i l'estat es col·loca directament sota el govern federal. El govern del president està emparat per l'article 356 de la Constitució de l'Índia, el qual dona al govern central l'autoritat per imposar el govern del president a qualsevol estat, si s'ha produït algun incident en els mecanismes constitucionals en l'estat.
S'anomena Govern presidencial, donat que el President de l'Índia governa l'estat en lloc del consell de ministres, que és el responsable en una legislatura electe. El governador de l'estat és l'autoritat executiva delegada en nom del govern central (federal). El governador generalment designa als consellers, els quals són funcionaris jubilats, per ajudar-lo en l'administració de l'estat. Donat que el governador és designat pel govern central, en la pràctica les polítiques són controlades pel partit governant al país.

## Article 356
L'article 356, permet al president dissoldre un govern estatal, amb l'assessorament del governador de l'estat o pel seu compte, si està convençut de què l'administració de l'estat no es pot dur a terme d'acord amb les disposicions de la Constitució. Un cop s'ha dissolt el govern electe de l'estat, el President de l'Índia passa a ser el cap de l'executiu estatal. Igual que el president actua d'acord amb l'assessorament del Consell de Ministres respecte al país, l'administració de l'estat es realitza d'acord amb les polítiques del partit governant al país.

## Crítica
L'article 356 va donar amplis poders al govern central per fer valer la seva autoritat sobre l'estat, si es produïen disturbis civils i l'estat no disposava de mitjans per posar fi als disturbis. Aquest és un dels articles que van donar caràcter unitari a la Constitució de l'Índia. Encara que el propòsit d'aquest article era donar més poders al govern central per preservar la unitat i la integració del país, sovint va ser mal utilitzada pels partits governants al centre. Ha estat utilitzada com a pretext per dissoldre governs estatals en mans de l'oposició. Per aquest raó, molts la consideren una amenaça per al sistema d'estats federats. Des de l'aprovació de la Constitució de l'Índia el 1950, el govern central ha fet ús d'aquest article més de cent vegades per dissoldre governs estatals e imposar el govern presidencial.
L'article va ser utilitzat per primer cop durant el Vimochana samaram (uns disturbis produïts a Kerala el 1958), per dissoldre el 31 de juliol de 1959 el govern estatal comunista elegit democràticament de Kerala. Als anys setanta i vuitanta es va convertir en una pràctica habitual del govern central per dissoldre governs estatals en mans de partits de l'oposició. El règim d'Indira Gandhi i posteriorment el govern Janata van destacar per aquesta pràctica. El mal ús de l'article 356 es va reduir després del cas S. R. Bommai contra la Unió de l'Índia. En aquest cas, la Cort Suprema de l'Índia va donar unes pautes estrictes per poder imposar el Govern presidencial.
L'article 356 sempre ha estat el punt focal de l'ampli debat sobre l'estructura federal de govern a la política de l'Índia. La comissió Sarkaria sobre relacions estat-centre ha recomanat que l'article 356 s'ha de fer servir molt escassament, en casos extrems, com a mesura d'últim recurs, quan les altres alternatives fallen, per prevenir o rectificar una errada de la maquinària constitucional de l'estat.